# France Bevk
France Bevk (17. září 1890 Zakojca u Cerkenem – 17. září 1970 Lublaň) byl slovinský realistický prozaik a básník, překladatel z bulharštiny. Psal také pod pseudonymem Pavle Sedmak.

## Životopis
France Bevk se narodil v horské vesnici Zakojca. Navštěvoval školu v Kranji, Koperu a Gorici. Když mu bylo 16 let, vyšel mu v časopise Domači prijatelj povídka Vstajenje. Po skončení základní školy šel jako obchodní učeň (v 17 letech), na doporučení cerkljamského děkana France Knause, který si všiml jeho příspěvků v časopise Slovenec, na pedagogickou školu. Se spolužáky se rozhodl vydávat je studentský list Alfa, který vycházel, ale jen do té doby než se o tom dověděli profesoři. Navzdory tomu se Bevkova tvořivost nezastavila. Nadále posílal svoje básně do studentského listu Zora a redaktorce Domačega prijatelja Zofce Kveder. Po maturitě, roku 1913, šel učit do vesnice Orehek, později byl přeložen do Novak nad Cerknem. Čtyři roky po maturitě, za první světové války byl vojákem na východní frontě a na krátkou dobu i na vojenské škole v Maďarsku. Během války byl stíhán za protirakouské myšlenky.
Když se vrátil, opustil učitelský post a stal se redaktorem lublaňského Večenaga Lista. Když jej přestali vydávat, rozhodl se pro řízení kulturní rubriky v časopisu Slovenec. Současně svůj čas věnoval divadlu – vedl ochotníky a režíroval je. Na konci roku 1920 se navzdory fašistickému útisku vrátil do Gorice a snažil se zachovávat slovinský jazyk svými romány. Na jaře 1935 byl společně s Francetem Steletem a Josipem Vidmarem ve Španělsku. Tam se spřátelil Zoranem Mušičem (malířem). Fašismus stále více utiskoval Slovince v Přímoří, také Bevk okusil fašistické vězení. Roku 1943 uprchl s vězení a stal se jedním z nejdůležitějších vůdců národněosvobozeneckého hnutí na Slovinském přímoří.
Po druhé světové válce nadále žil v Terstu, poté v Lublani, kde roku 1970 umírá. V roce 1953 se stal členem SAZU (Slovinská akademie věd), získal dvakrát Prešerenovu cenu a to v letech 1949 a 1954. Obyvatelé Nové Gorice mu s hrdostí postavili pomník, po něm se jmenuje také hlavní náměstí a pak také knihovna.

## Literární činnost
Bevkovo literární dílo je velmi obsáhlé, jelikož zahrnuje básně, historické i soudobé romány, novely, povídky, dramata, pohádky a básničky pro děti a mládež, filmové scénáře, cestopisy a překlady. Když se podíváme na seznam toho co vytvořil, zjistíme, že čítá přes 100 děl. Už před první světovou válkou a během ní Bevk psal básně, pro které je příznačná chvějící se rytmika, odvážná symbolika a upřímný prožitek. Na jeho básně měl zprvu velký vliv Oton Župančič, později pak jako básník tíhnul k expresionismu. Psaní se učil od domácích spisovatelů. Tady je především cítit vliv Ivana Cankara. Později pak Bevk přešel k realistickému popisu soudobé látky, což se naučil od ruských in francouzských realistů. Svoje díla uveřejnil skoro ve všech dostupných novinách a časopisech. Bevkovy příběhy se odehrávají na slovinském Přímoří, zajímá ho život měšťanů, odloučených horských venkovanů na Cerkljansku a Tolminsku. V jeho díle se seřazuje množství reálných osob, u kterých Bevk sledoval především boj za živobytí, pravdu, lásku a krásu. Jeho lidé, kterým je láska hlavní vzpruhou, bojují za živobytí, půdu, domov, majetek. Mnozí mezi nimi jsou chamtiví, lakomí, hamižní, nenasytní, někteří se vydávají na cestu zločinu nebo podivínství. Když chtěl obsáhnout celého člověka a vcítit se do lidských utrpení, odkryl u svých postav a jejich okolí plno hrůz, násilí, krve, černoty a zla. Ve fašistickém období se vzepřel násilí, zotročování a vyhlazování slovinského obyvatelstva. Kvůli cenzuře nemohl vše napsat přímo, proto leckde jen naznačil nebo své příběhy přenášel do minulosti, při čemž mu byla historie jen kulisou.
Známé Bevkovy povídky z venkovského života jsou Krivda a Ljudje pod Osojnikom. Podle obsahu a stylu je nejvíce znám Bevkův román Kaplan Martin Čedermac (1938), ve kterém spisovatel odsuzuje znárodňování, násilí na lidech a protinárodní církevní fundace v době fašistické Itálie. Aby se chránil před gestapem, musel Bevk dílo vydat v Lublani pod pseudonymem Pavle Sedmak. Ještě před válkou a po ní France Bevk napsal mnoho děl pro mládež. Jeho vřelý vztah k dětem mu pomáhal, vytvářel, co je zajímalo a co bylo důležité pro jejich výchovu. Nejmenším vyprávěl pohádky, větší pak provázel světem, učil je kulturním znalostem nebo jim vyprávěl o svém životě. Do děl pro mládež nevtíravě zapisoval poznání o přírodě, společnosti, životě a vlastenectví. Jedna z nejoblíbenějších Bevkových povídek je Pestrno. Příběh ukazuje tíseň a starosti minulých dob, mimo to pak také dětskou zvědavost, radostné očekávání a veselé dětské hry. V povídkách Pastirci a Grivarjevi otroci dovedl Bevk svoje mladé čtenáře do tolminských hor, mezi chudé vesničany a rolníky. Jejich děti musí už jako deseti nebo dvanáctiletí do služby k bohatým hospodářům. Kniha Tonček vypráví o chlapci, který žil v Gorici, kde fašisti zavřeli všechny školy a musel se učit italsky. Důležitým dílem je také příběh Lukec in njegov škorec, v kterém popisuje, jak se Lukec a jeho matka vydali na cestu lodí do Ameriky, kde je čekal otec, který ještě před nimi odešel pracovat a zkusit »štěstí za velkou louží«.
V povídkách pro mládež je Bevkův styl a jazyk nejčistší a nejlepší, protože se v nich nejvíce přibližuje bohatství a přirozenosti lidového jazyka a stylu. France Bevk důrazně trval na tom, aby se zachoval slovinský jazyk. Se svým dílem posiloval národní vědomí, což bylo důležité jako příprava na boj za osvobození.

## Díla

### Básně
- Pesmi (1921)
- Pastirčki pri kresu in plesu (1920)
- Smeh skozi solze (1959)
- Pomediška (1980)

### Díla pro dospělé
- Smrt pred hišo (1925; roku 1934 předělána a vyšla pod názvem Ljudje pod Osojnikom)
- Kaplan Martin Čedermac (1938)
- Tuja kri (1954)
- Človek proti človeku (1930)
- Črna srajca (1956)
- Umirajoči bog Triglav (1930, 1960)
- Med dvema vojnama (1946)
- Kresna noč (1927)
- Vihar (1928)
- Znamenja na nebu (trilogie: Krvavi jezdeci, 1927; Škorpijoni zemlje, 1929; Črni bratje in sestre, 1929)
- Burkež gospoda Viterga (1931)
- Stražni ognji (1931)
- Pravica do življenja (1939)
- Iskra pod pepelom (1956)
- Viharnik (1957)
- Hiša v strugi (1927)
- Jakec in njegova ljubezen (1927, později Bridka ljubezen)
- Krivda (1929)
- Kamnarjev Jurij (1930)
- Vedomec (1930)
- Železna kača (1932)
- Žerjavi (1932)
- Veliki Tomaž (1932)
- Dedič (1933)
- Huda ura (1934)
- Ubogi zlodej (1934-1935)
- Srebrniki (1936)
- Domačija (1939; jako kniha vyšla roku 1960)
- Slepa ulica (1961)
- Muka gospe Vere (1925)
- Julijan Sever (1926)
- V zablodah (1929; předěláno s titulem Zablode, 1963)
- Mati (1929)
- Gospodična Irma (1930)
- Mrtvi se vračajo (1930)
- In sonce je obstalo (1931, jako kniha vyšla roku 1963)
- Človek brez krinke (1934; otištěno pod názvem Brez krinke roku 1960)
- V mestu gorijo luči (1936, později Morje luči)
- Faraon (1922, Rablji (1923)
- Gmajna (1933), Samote (1935)
- Dan se je nagibal (1939)
- Mlada njiva (1940)
- Novele (1947)
- Obračun (1950)
- Krivi računi (1956)
- Kajn (1925)
- Še bo kdaj pomlad (1950)
- Pot v svobodo (1953)
- Mrak za rešetkami (1958)
- Suženj demona (1925)
- Beg pred senco (1926)
- Začudene oči (autobiografický spis; 1936)

### Díla pro mládež
- Tatič (1916-1917)
- Jagoda (1930), Lukec in njegov škorec (1931)
- Lukec išče očeta (1932; tato kniha a Lukec in njegov škorec byly roku 1954 spojené)
- Tovariša (1934)
- Pastirci (1935)
- Pestrna (vycházela v časopise pro mládež Mladinski list mezi roky 1937-1938; v knižní podobě je od roku 1939)
- Iz iskre požar (1963)
- Tonček (1948)
- Mali upornik (1951)
- Črni bratje (1952)
- Razbojnik Saladin (1959)
- Učiteljica Breda
- Kozorog (1970)

### Spisy
- Izbrani spisi (pro dospělé; 1951)
- Mladost med gorami (pro mládež; 1960)
- Otroci samote (pro mládež; 1963)

### Méně známá díla
- Kajn – drama
- Partija šaha – komedie
- Veliki Tomaž – venkovský román
- Kresna noč – historická povídka
- Še bo kdaj pomlad – filmový scénář

### Překlady děl do češtiny
- Bouře, přeložil Jan Severin (1966)